# بريغهام سيتي
بريغهام سيتي (يوتا) (بالإنجليزية: Brigham City, Utah)‏ هي مدينة تقع في الولايات المتحدة في مقاطعة بوكس إلدير، يوتا. يقدر عدد سكانها بـ 18,149 نسمة ومساحتها 62.6 كم2 وترتفع عن سطح البحر 1,352 متر.

## التركيبة السكانية
حدّد مكتب تعداد الولايات المتحدة بيانات التركيبة السكانية لبريغهام سيتي في تعداد الولايات المتحدة. في ما يلي، التركيبة السكانية حسب تعدادي 2000 و2010.

### تعداد عام 2000
بلغ عدد سكان بريغهام سيتي 17,411 نسمة بحسب تعداد عام 2000، وبلغ عدد الأسر 5,526 أسرة وعدد العائلات 4,410 عائلة مقيمة في المدينة. في حين سجلت الكثافة السكانية 269.8 نسمة لكل كيلومتر مربع (698.8/ميل2). وبلغ عدد الوحدات السكنية 5,838 وحدة بمتوسط كثافة قدره 90.5 لكل كيلومتر مربع (234.4/ميل2).
وتوزع التركيب العرقي للمدينة بنسبة 91.26% من البيض و0.24% من الأمريكيين الأفارقة و1.63% من الأمريكيين الأصليين و0.77% من الأمريكيين ذوي الأصول الآسيوية و0.10% من سكان جزر المحيط الهادئ و4.07% من الأعراق الأخرى و1.93% من عرقين مختلطين أو أكثر و7.67% من الهسبانيون أو اللاتينيون من أي عرق.
بلغ عدد الأسر 5,526 أسرة كانت نسبة 47.6% منها لديها أطفال تحت سن الثامنة عشر تعيش معهم، وبلغت نسبة الأزواج القاطنين مع بعضهم البعض 66.4% من أصل المجموع الكلي للأسر، ونسبة 9.7% من الأسر كان لديها معيلات من الإناث دون وجود شريك، بينما كانت نسبة 3.7% من الأسر لديها معيلون من الذكور دون وجود شريكة وكانت نسبة 20.2% من غير العائلات. تألفت نسبة 18% من أصل جميع الأسر من عدة أفراد يعيشون في نفس المنزل ونسبة 8.2% كانت تتألف من شخص يعيش بمفرده يبلغ من العمر 65 عاماً أو أكثر. وبلغ متوسط حجم الأسرة المعيشية 3.09، أما متوسط حجم العائلات فبلغ 3.53.
بلغ العمر الوسطي للسكان 28.8 عاماً. وكانت نسبة 34.1% من القاطنين تحت سن الثامنة عشر، وكانت نسبة 10.8% بين الثامنة عشر والرابعة والعشرين عاماً، ونسبة 24.7% كانت واقعةً في الفئة العمرية ما بين الخامسة والعشرين والرابعة والأربعين عاماً، ونسبة 17.1% كانت ما بين الخامسة والأربعين والرابعة والستين، ونسبة 11.4% كانت ضمن فئة الخامسة والستين عاماً فما فوق. يوجد لكل 100 أنثى 100.2 ذكر، ويوجد لكل 100 أنثى في الثامنة عشر من عمرها فما فوق 96.0 ذكر.
بلغ متوسط دخل الأسرة في المدينة 42,335 دولارًا، أما متوسط دخل العائلة فبلغ 46,891 دولارًا. وكان متوسط دخل الذكور 39,271 دولارًا مقابل 22,061 دولارًا للإناث. وسجل دخل الفرد الخاص بالمدينة 15,503 دولارًا. وكانت نسبة 7.3% من العائلات ونسبة 8.7% من السكان تحت خط الفقر، وكان من هؤلاء نسبة 9.8% تحت سن الثامنة عشر ونسبة 7.1% في الخامسة والستين من العمر وما فوق.

### تعداد عام 2010
بلغ عدد سكان بريغهام سيتي 17,899 نسمة بحسب تعداد عام 2010، وبلغ عدد الأسر 5,994 أسرة وعدد العائلات 4,545 عائلة مقيمة في المدينة. في حين سجلت الكثافة السكانية 277.3 نسمة لكل كيلومتر مربع (718.2/ميل2). وبلغ عدد الوحدات السكنية 6,350 وحدة بمتوسط كثافة قدره 98.4 لكل كيلومتر مربع (254.9/ميل2).
وتوزع التركيب العرقي للمدينة بنسبة 89.28% من البيض و0.45% من الأمريكيين الأفارقة و1.46% من الأمريكيين الأصليين و0.62% من الأمريكيين ذوي الأصول الآسيوية و0.15% من سكان جزر المحيط الهادئ و4.94% من الأعراق الأخرى و3.10% من عرقين مختلطين أو أكثر و10.77% من الهسبانيون أو اللاتينيون من أي عرق.
بلغ عدد الأسر 5,994 أسرة كانت نسبة 42.2% منها لديها أطفال تحت سن الثامنة عشر تعيش معهم، وبلغت نسبة الأزواج القاطنين مع بعضهم البعض 60.4% من أصل المجموع الكلي للأسر، ونسبة 10.9% من الأسر كان لديها معيلات من الإناث دون وجود شريك، بينما كانت نسبة 4.4% من الأسر لديها معيلون من الذكور دون وجود شريكة وكانت نسبة 24.2% من غير العائلات. تألفت نسبة 20.9% من أصل جميع الأسر من عدة أفراد يعيشون في نفس المنزل ونسبة 9% كانت تتألف من شخص يعيش بمفرده يبلغ من العمر 65 عاماً أو أكثر. وبلغ متوسط حجم الأسرة المعيشية 2.94، أما متوسط حجم العائلات فبلغ 3.42.
بلغ العمر الوسطي للسكان 30.8 عاماً. وكانت نسبة 32.1% من القاطنين تحت سن الثامنة عشر، وكانت نسبة 9.1% بين الثامنة عشر والرابعة والعشرين عاماً، ونسبة 25.5% كانت واقعةً في الفئة العمرية ما بين الخامسة والعشرين والرابعة والأربعين عاماً، ونسبة 20.6% كانت ما بين الخامسة والأربعين والرابعة والستين، ونسبة 12.8% كانت ضمن فئة الخامسة والستين عاماً فما فوق. وتوزع التركيب الجنسي للسكان بنسبة 50.3% ذكور و49.7% إناث.

## المناخ
يظهر الجدول التالي التغييرات المناخية على مدار السنة لبريغهام سيتي:
| البيانات المناخية لـبريغهام سيتي  | البيانات المناخية لـبريغهام سيتي | البيانات المناخية لـبريغهام سيتي | البيانات المناخية لـبريغهام سيتي | البيانات المناخية لـبريغهام سيتي | البيانات المناخية لـبريغهام سيتي | البيانات المناخية لـبريغهام سيتي | البيانات المناخية لـبريغهام سيتي | البيانات المناخية لـبريغهام سيتي | البيانات المناخية لـبريغهام سيتي | البيانات المناخية لـبريغهام سيتي | البيانات المناخية لـبريغهام سيتي | البيانات المناخية لـبريغهام سيتي | البيانات المناخية لـبريغهام سيتي |
| الشهر                             | يناير                            | فبراير                           | مارس                             | أبريل                            | مايو                             | يونيو                            | يوليو                            | أغسطس                            | سبتمبر                           | أكتوبر                           | نوفمبر                           | ديسمبر                           | المعدل السنوي                    |
| --------------------------------- | -------------------------------- | -------------------------------- | -------------------------------- | -------------------------------- | -------------------------------- | -------------------------------- | -------------------------------- | -------------------------------- | -------------------------------- | -------------------------------- | -------------------------------- | -------------------------------- | -------------------------------- |
| متوسط درجة الحرارة الكبرى °ف (°م) | 31.5 (−0.3)                      | 37.5 (3.1)                       | 49.1 (9.5)                       | 57.6 (14.2)                      | 67.4 (19.7)                      | 77.8 (25.4)                      | 86.7 (30.4)                      | 85.3 (29.6)                      | 74.9 (23.8)                      | 61.0 (16.1)                      | 44.6 (7.0)                       | 33.1 (0.6)                       | 58.9 (14.9)                      |
| المتوسط اليومي °ف (°م)            | 21.8 (−5.7)                      | 26.5 (−3.1)                      | 36.9 (2.7)                       | 44.2 (6.8)                       | 52.7 (11.5)                      | 61.4 (16.3)                      | 68.8 (20.4)                      | 67.4 (19.7)                      | 57.7 (14.3)                      | 45.7 (7.6)                       | 33.2 (0.7)                       | 23.4 (−4.8)                      | 45.0 (7.2)                       |
| متوسط درجة الحرارة الصغرى °ف (°م) | 13.5 (−10.3)                     | 16.9 (−8.4)                      | 26.2 (−3.2)                      | 31.9 (−0.1)                      | 39.3 (4.1)                       | 46.4 (8.0)                       | 52.4 (11.3)                      | 51.0 (10.6)                      | 41.9 (5.5)                       | 32.0 (0.0)                       | 23.0 (−5.0)                      | 15.6 (−9.1)                      | 32.5 (0.3)                       |
| الهطول إنش (مم)                   | 1.62 (41)                        | 1.45 (37)                        | 1.56 (40)                        | 1.81 (46)                        | 2.05 (52)                        | 1.07 (27)                        | 0.72 (18)                        | 0.67 (17)                        | 1.51 (38)                        | 1.81 (46)                        | 1.42 (36)                        | 1.36 (35)                        | 16.77 (426)                      |
| متوسط تساقط الثلوج إنش (سم)       | 13.1 (33)                        | 9.6 (24)                         | 5.0 (13)                         | 1.8 (4.6)                        | 0.0 (0.0)                        | 0.0 (0.0)                        | 0.0 (0.0)                        | 0.0 (0.0)                        | 0.0 (0.0)                        | 0.9 (2.3)                        | 4.5 (11)                         | 11.7 (30)                        | 46.6 (118)                       |
| المصدر: NOAA                      |                                  |                                  |                                  |                                  |                                  |                                  |                                  |                                  |                                  |                                  |                                  |                                  |                                  |

## معرض صور

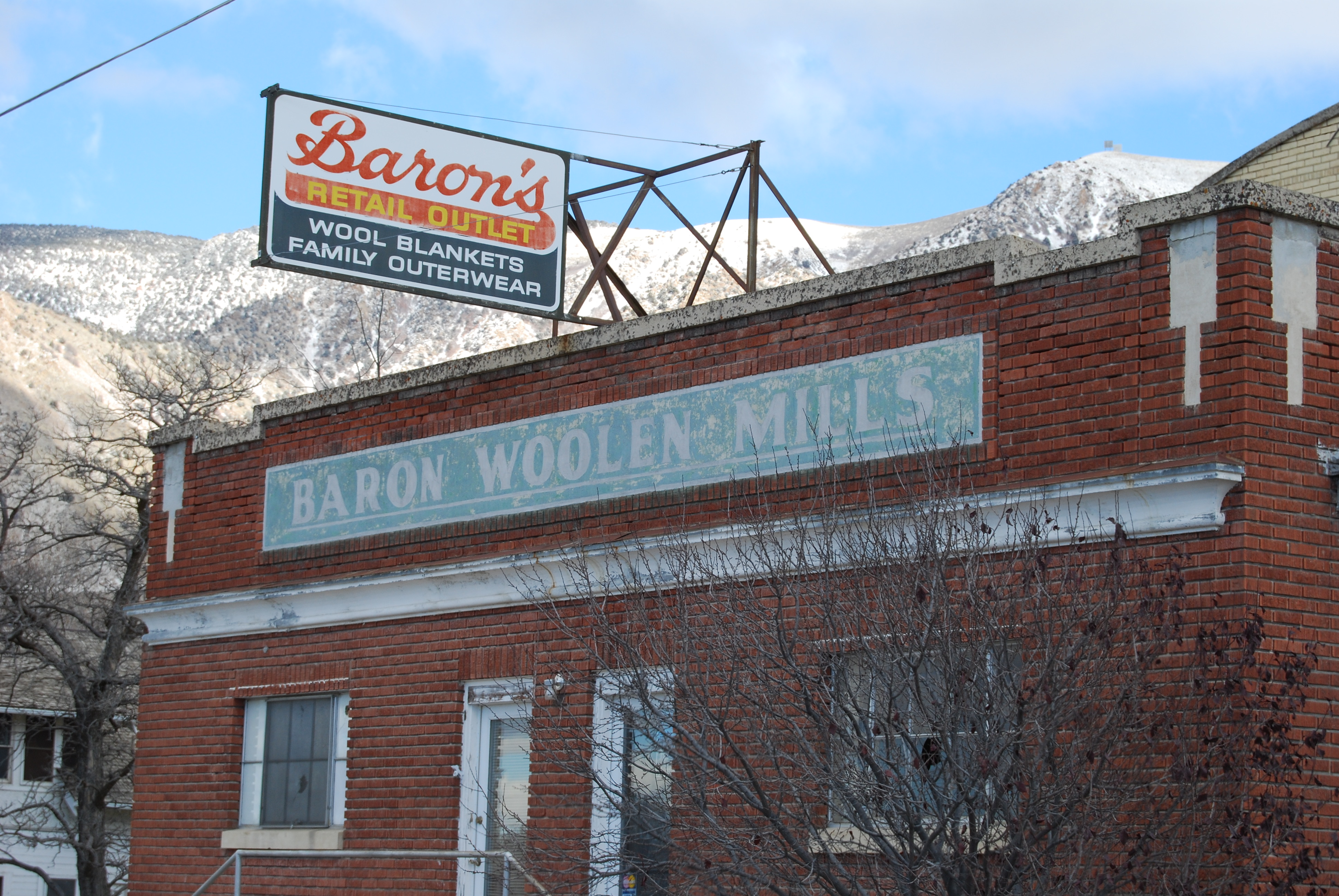
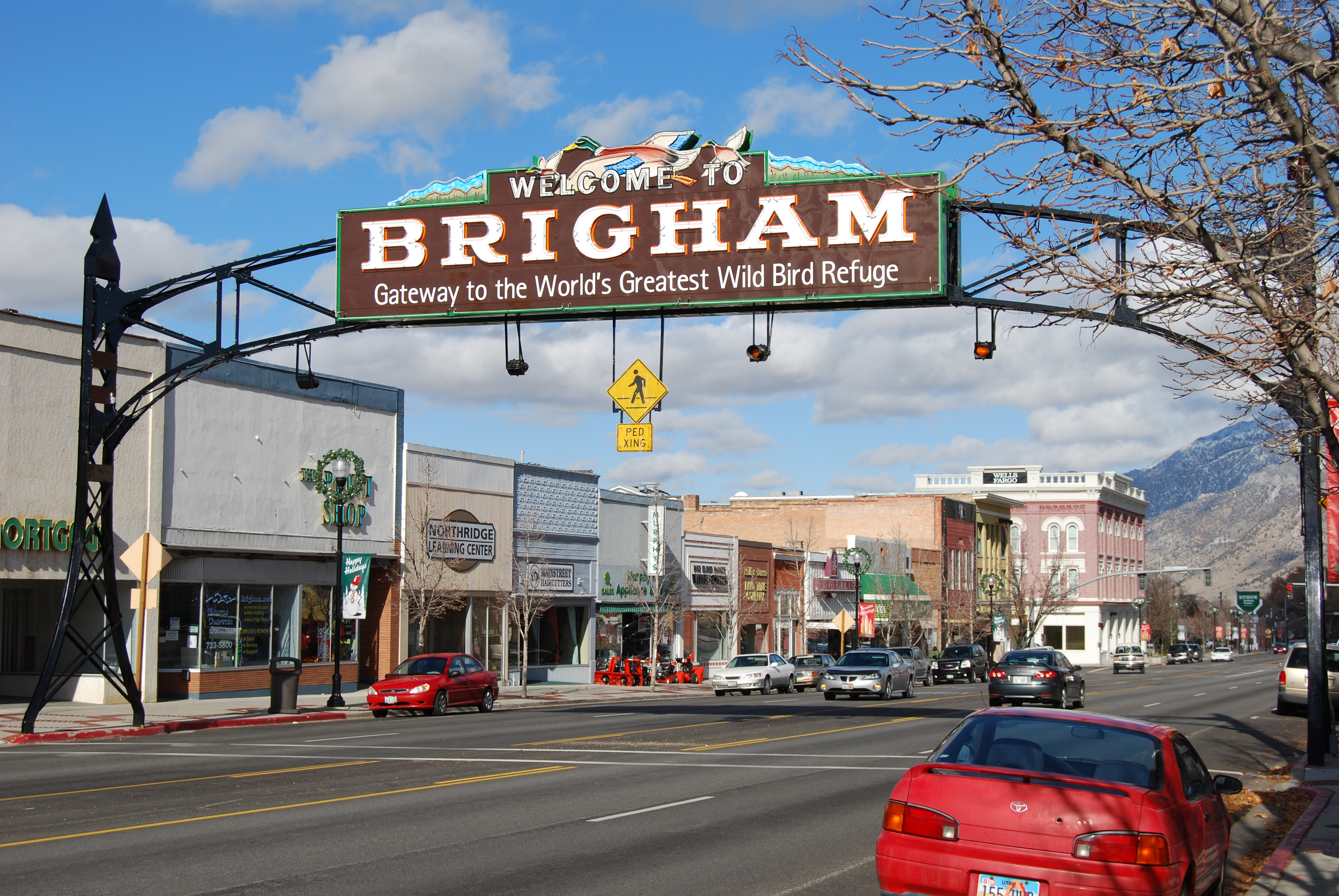
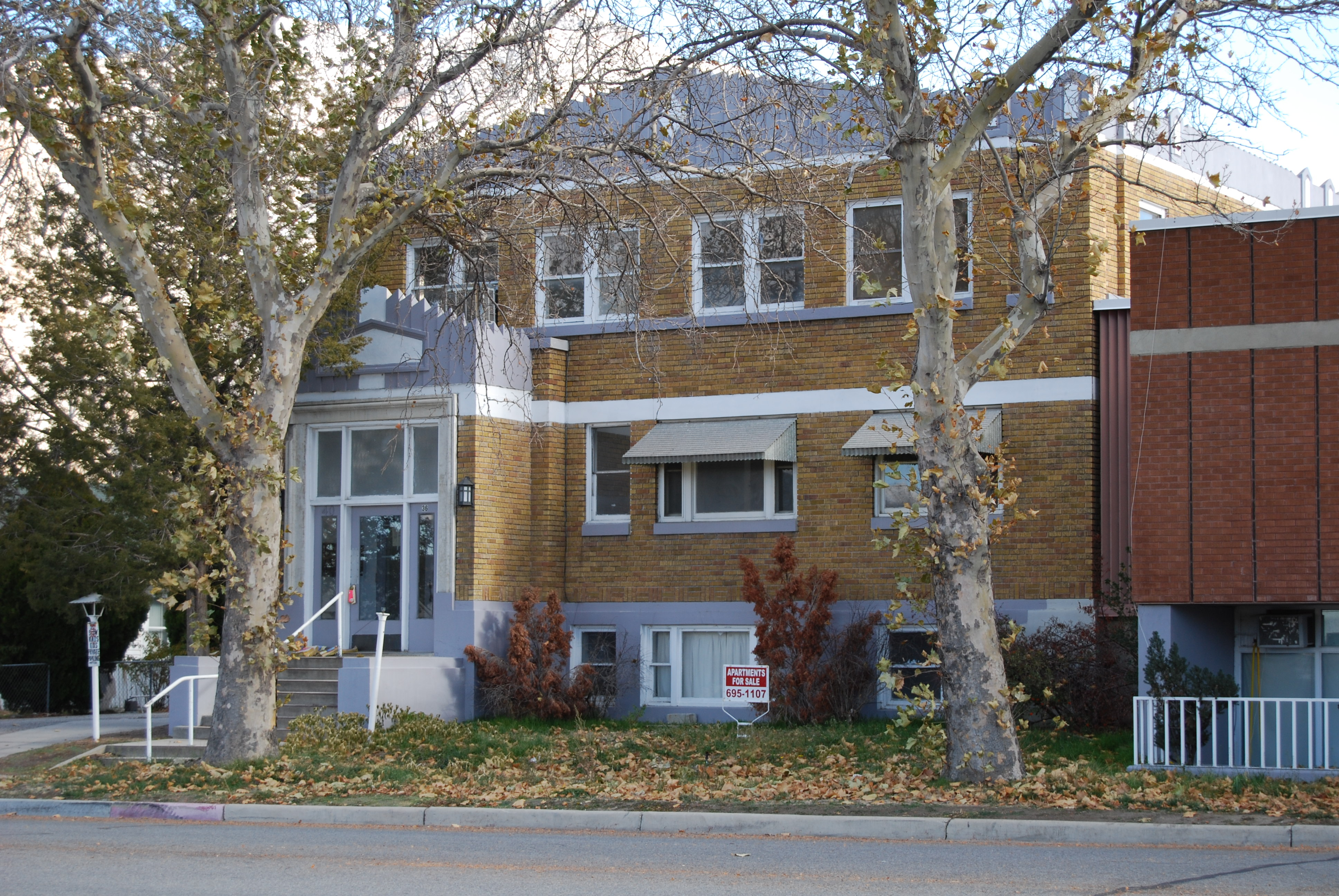
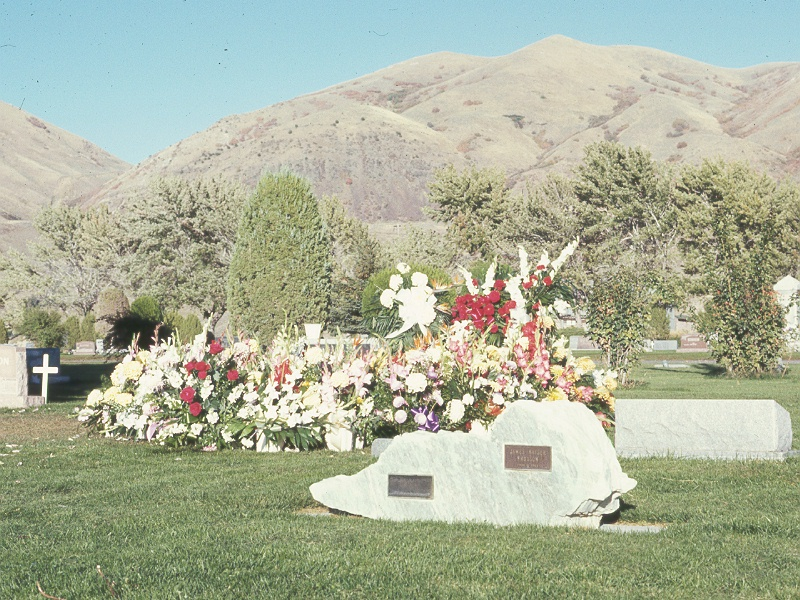
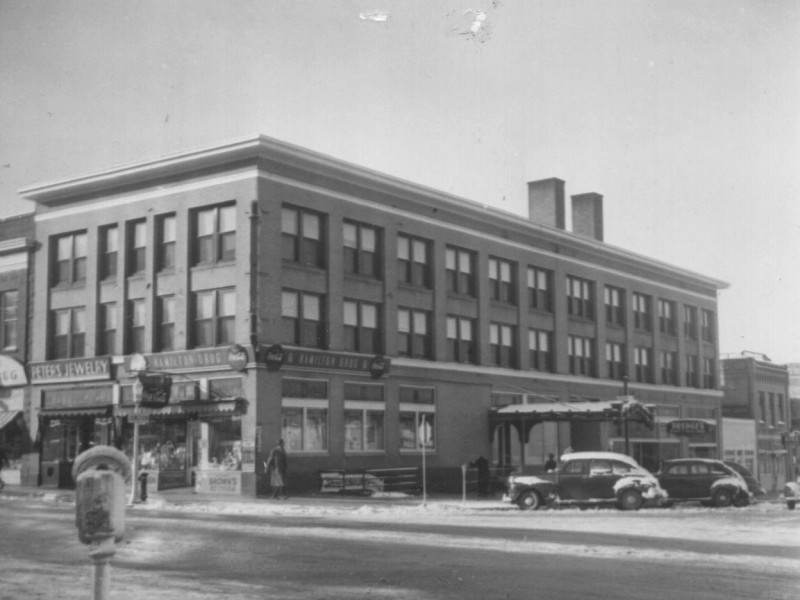

## أعلام
- بويد ك. باكر
- د. لويل جنسن
- جوزيف هويل
- ليو كريستنسن
- لي بيري